# David von Furtenbach
David von Furtenbach (* um 1525 in Feldkirch; † 2. Dezember 1561 am Berg Sinai) war ein deutscher Kriegsoberst in spanischen Diensten und Forschungsreisender. Die Tagebuchaufzeichnungen seiner Pilgerreise nach Palästina wurden 1653 veröffentlicht.

## Leben
Er stammte aus der Linie Feldkirch des schwäbischen Patriziergeschlecht Furtenbach. In älteren Stammtafeln werden als Eltern der Handelsherr Erasmus I. von Furtenbach (* um 1490), Gründer und Stammvater der Linie Feldkirch, und dessen zweite Ehefrau Catharina geb. Hinteroferin angegeben.
Über Furtenbachs frühen Lebensweg ist wenig bekannt. Er diente zunächst als spanischer Kriegsoberst und Hauptmann. Des Militärs überdrüssig, quittierte er seinen Dienst. Am 1. Juni 1561 begann er seine Reise, kam nach Venedig und brach am 3. Juli von dort aus mit ca. 410 anderen Pilgern, darunter Albrecht von Löwenstein und Jakob Wormser der Ältere, nach Palästina auf. Am 19. August kamen sie mit dem Schiff in Jaffa an. Von dort reiste eine kleinere Gruppe weiter nach Jerusalem. Hier schlug man ihm zum Ritter vom Heiligen Grab. Darauf reiste er in Begleitung weiter nach Gaza. Er erkrankte an der Ruhr und starb er Ende 1561 im Katharinenkloster am Fuß von Berg Sinai, wo sich auch sein Grabstein mit dem Familienwappen Furtenbachs befinden soll. Seine umfassenden Tagebuchaufzeichnungen gelangten 1653 zum Druck. Den Kupferstich fertigte Mattheus Rembold.
David von Furtenbach war unverheiratet und kinderlos. Als Nachfahren werden in der Widmung in seinem Tagebuch Johann Friedrich Furtenbach, Hieronymus Furtenbach (1627–1690), sowie der Ingenieur und Baumeister Joseph Furtenbach d. A. (1591–1667) angegeben.  Jedoch waren diese vermeintliche Verwandten Angehörige der Linie Gwick. Der Probst und Generalvikar in Augsburg Zacharias von Furtenbach war sein Neffe.

## Werke
- Der heilig Berg Sinay, sampt dessen vmbligenden Orten … Furtenbachische Reise-Beschreibung von Venedig, biss zu dem Berg Sinai. Matthia Kautten, Stuttgart 1653, doi:10.1515/9783110966152.148 (Von dem Stecher Matthaeus Rembold aus dem Reisetagebuch Furtenbachs und einer Reisebeschreibung Jacob Wurmbsers zusammengestellt und in Reimform gebracht, mit einem Glückwunsch des Pilgers für die Nachkommen).